# Schärflicher Ritterling
Der Schärfliche Ritterling (Tricholoma sciodes) ist ein Blätterpilz aus der Familie der Ritterlingsverwandten (Tricholomataceae). Der mittelgroße, grauhütige und radialfasrige Ritterling hat weißliche Lamellen, die einen leicht rosa Reflex haben und im Alter schwärzende Schneiden bekommen. Sein Fleisch schmeckt schärflich oder bitterlich und nach längerem Kauen scharf. Die Fruchtkörper des Mykorrhizapiles erscheinen von August bis Dezember in kalkreichen Rotbuchenwäldern. Der Pilz ist in Europa weit verbreitet, aber nicht häufig. Der schwach giftige Ritterling kann Magen- und Darmstörungen verursachen.

## Merkmale

### Makroskopische Merkmale
Der Hut ist 3–7 cm breit, jung glockig oder fast kegelig, später gewölbt bis ausgebreitet. Meist besitzt er einen charakteristischen, abgerundeten Buckel. Die Hutoberfläche ist glatt, seidig glänzend und wird auch feucht nur wenig schmierig. Auf hellgrauem Grund ist der Hut radial braun- bis graufaserig eingewachsen. Oft weist er eine violette Tönung auf und kann mitunter auch angedrückt schuppig sein. Im Alter dunkelt der Hut braunfasrig nach. Die Mitte ist meist deutlich dunkler gefärbt als der Rand. Dieser bleibt lange heruntergebogen und kann radial einreißen.
Die recht dicht stehenden Lamellen sind ausgebuchtet am Stiel angewachsen. Sie sind weiß bis hellgrau und haben meist einen mehr oder weniger deutlichen rosa Reflex. Die Lamellenschneiden sind im Alter manchmal etwas wellig-gekerbt und schwärzen deutlich. Das Sporenpulver ist weiß.
Der feste, zylindrische Stiel ist 5–10 cm lang und 1–2 cm breit. Er ist glatt, weiß bis grauweiß, eingewachsen faserig und im Alter hohl. Die Stielspitze ist oft heller und etwas bereift, während die Stielbasis abrupt abgeplattet ist.
Das Fleisch ist weiß bis grauweißlich und hat einen leicht unangenehmen, schwach erdartigen Geruch. Es schmeckt erst bitter und/oder schärflich und nach längerem Kauen deutlich scharf.

### Mikroskopische Merkmale
Die glatten, breitelliptischen und hyalinen Sporen messen 6–8 × 5–6,5 µm.

## Artabgrenzung
Der Schärfliche Ritterling kann mit einer ganzen Reihe von grauhütigen Ritterlingen verwechselt werden. Der Gemeine Erd-Ritterling (Tricholoma terreum) und verwandte Arten aus der Sektion Atrosquamosa haben mild oder mehlig schmeckendes Fleisch, ebenso der Gilbende Erd-Ritterling und seine Verwandten, bei denen das Fleisch zudem noch gilbt.
Besonders ähnlich sind die grauhütigen Arten aus der Sektion Virgata, die ebenfalls graue, eingewachsen-faserige Hüte, einen scharfen oder bitteren Geschmack und einen mehr oder weniger unangenehmen Geruch haben. Besonders ähnlich ist der Brennende Ritterling (Tricholoma virgatum), dessen Fleisch sofort und deutlich scharf schmeckt. Außerdem unterscheidet er sich durch sein Vorkommen im Nadelwald auf sauren Böden, einen deutlicher ausgeprägten, zitzenartigen Buckel, eine verdickte Stielbasis und seine nicht schwärzenden Lamellen. Noch ähnlicher ist der Bittere Buchen-Ritterling (Tricholoma bresadolanum), der von vielen Mykologen nur für eine Varietät des Schärflichen Ritterlings gehalten wird. Sein Fleisch schmeckt bitter, aber nicht scharf oder schärflich.

## Ökologie und Verbreitung

Europäische Länder mit Fundnachweisen des Schärflichen Ritterlings.
Legende:
Länder mit Fundmeldungen
Länder ohne Nachweise
keine Daten
außereuropäische Länder

Der Schärfliche Ritterling ist in Europa weit verbreitet, aber nicht häufig. Sein Verbreitungsgebiet dürfte sich über das gesamte Rotbuchenareal erstrecken. Im Norden reicht sein Vorkommen bis nach Südskandinavien.
Man findet den Ritterling überwiegend in kalkreichen Rotbuchenwäldern. Der Mykorrhizapilz ist überwiegend mit Rotbuchen vergesellschaftet. Die Fruchtkörper erscheinen einzeln bis gesellig von August bis Dezember.

## Systematik
Der Schärfliche Ritterling wurde erstmals 1801 durch Christiaan Hendrik Persoon wissenschaftlich als Agaricus myomyces  var. sciodes beschrieben. Der schweizerische Naturforscher Charles-Édouard Martin stellt das Taxon 1919 in die Gattung Tricholoma und gab ihm durch diese Neukombination seinen heute gültigen Namen. Sein Landsmann Paul Konrad machte das Taxon 1929 zur Varietät von Tricholoma virgatum.

## Bedeutung
Der Schärfliche Ritterling ist ungenießbar oder schwach giftig. Er kann Magen- und Darmstörungen verursachen.